# Anthenea grayi
Anthenea grayi är en sjöstjärneart som beskrevs av Perrier 1875. Anthenea grayi ingår i släktet Anthenea och familjen Oreasteridae. Inga underarter finns listade i Catalogue of Life.